# Max-von-Laue-Preis
Der Max-von-Laue-Preis ist eine Auszeichnung der Deutschen Gesellschaft für Kristallographie für Nachwuchswissenschaftler auf dem Gebiet der Kristallographie. Der Preis ist dem Andenken an Max von Laue gewidmet.

## Preisträger
- 1996: Edgar Weckert
- 1997: Björn Winkler
- 1998: Markus Braden
- 1999: Petra Schiebel
- 2000: Hartmut Leipner
- 2001: Helmut Ehrenberg
- 2002: Michael Fechtelkord
- 2003: Karsten Knorr, Wolf-Dieter Schubert
- 2004: Dirk C. Meyer
- 2005: Guenter Schwarz
- 2006: Birger Dittrich, Thomas Höche
- 2007: Dominik Schaniel
- 2009: Johan Hattne, Lars Raue
- 2010: Evgeny V. Alekseev
- 2011: Alexandra Friedrich
- 2012: Tilmann Leisegang
- 2013: Lkhamsuren Bayarjargal
- 2014: Manuel Hinterstein
- 2015: Julia Dshemuchadse
- 2016: Francesca Fabbiani
- 2017: Thomas A. White
- 2018: Elena Bykova
- 2019: Mirijam Zobel
- 2020: Matthias Zschornak, Tobias Beck
- 2021: Dorothee Liebschner
- 2022: Andrea Thorn
- 2024: Ella Schmidt
- 2025: Nicholas Pearce[1]